# Diokletian

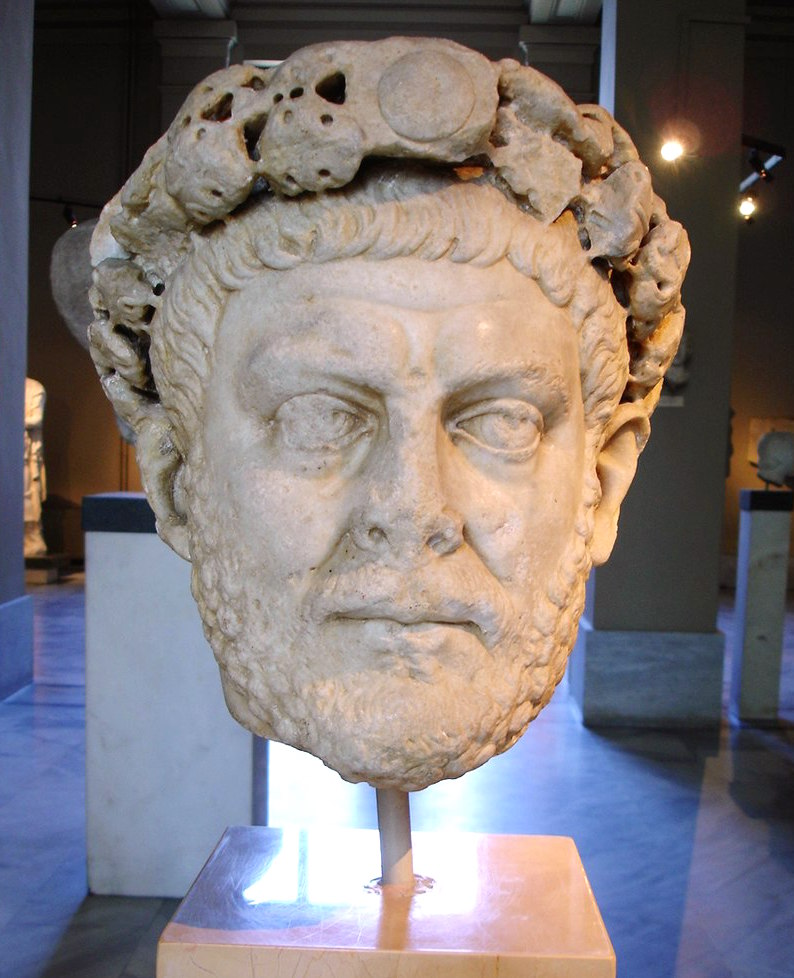
Büste Diokletians im Archäologischen Museum Istanbul

Diokletian (eigentlich Diocles, altgriechisch Διοκλῆς; vollständiger Name Gaius Aurelius Valerius Diocletianus; * zwischen 236 und 245 in Dalmatia; † um 312 in Spalatum) war von 284 bis 305 römischer Kaiser. Mit seiner Thronbesteigung begann die Diokletianische Ära.
Diokletian leitete Reformen ein, durch die das Römische Reich die Reichskrise des 3. Jahrhunderts endgültig überwand und die Zeit der Soldatenkaiser beendet wurde. Die wichtigsten Reformen wurden im Bereich der Verwaltung durchgeführt, darunter eine umfangreiche Reform des Provinzialwesens. Diokletian führte das Herrschaftsmodell der Tetrarchie ein. Während die Verwaltungsreformen zu einer stärkeren Bürokratisierung führten, die während der ganzen restlichen Spätantike anhielt und noch zunahm, fiel das tetrarchische System schon bald nach Diokletians Abdankung in sich zusammen (Auflösung der römischen Tetrarchie).
Mit der Regierungszeit Diokletians verbindet die althistorische Forschung aufgrund seines umfassenden Reformwerks, das von Konstantin fortgesetzt und vollendet wurde, traditionell einen Einschnitt: Die Epoche des Prinzipats endete und die Spätantike setzte ein.

## Leben

### Frühe Jahre und die Begründung der Tetrarchie

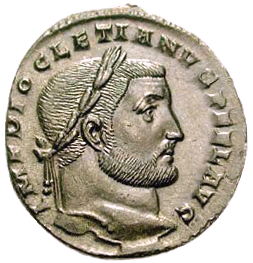
Follis des Diokletian

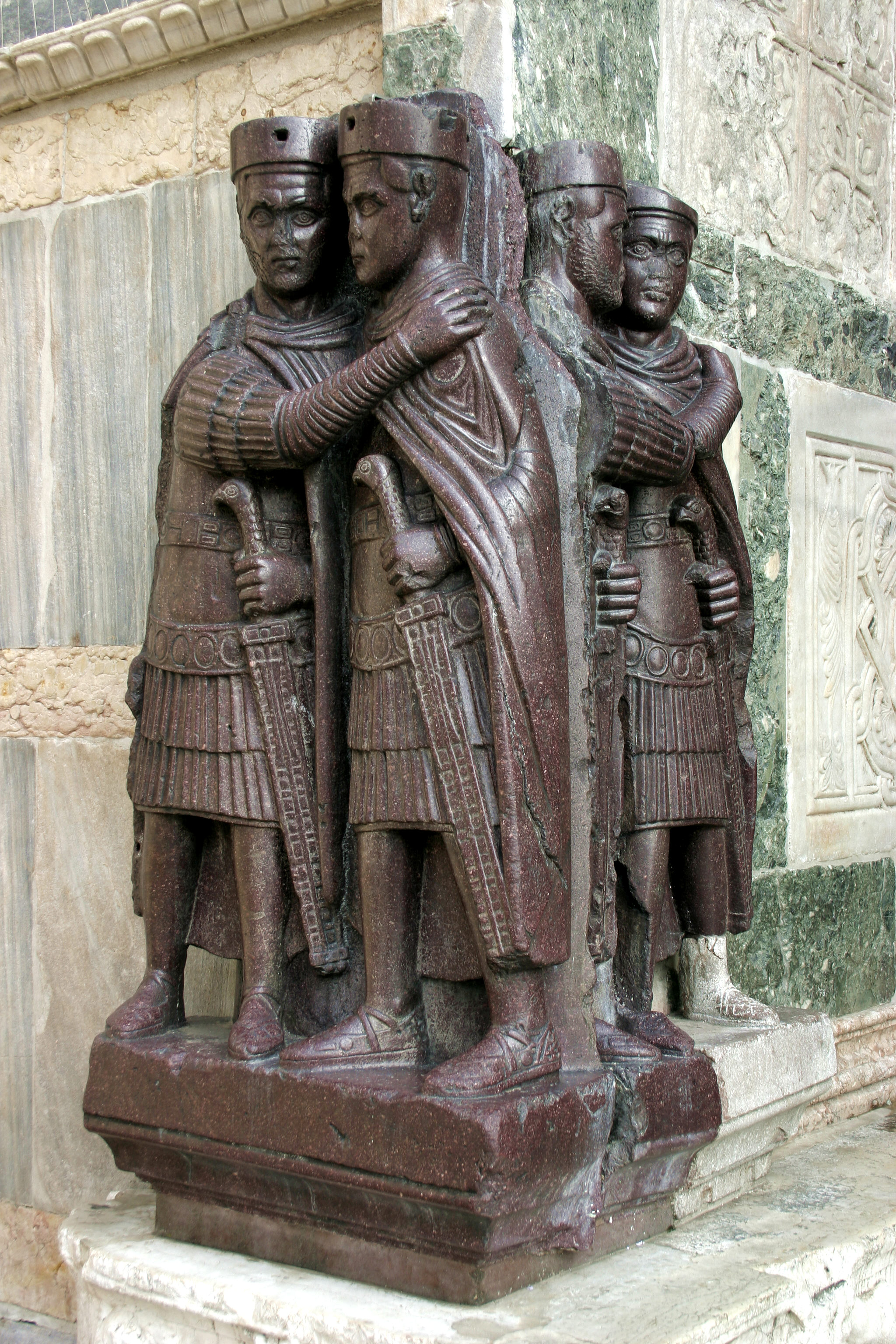
Die Venezianische Tetrarchengruppe

Diokletian wurde um 240 im lateinischsprachigen Teil Illyriens (vielleicht in Dioclea in der Nähe von Salona) geboren. Es gibt unterschiedliche Angaben zwischen 236 und 245; sein Geburtstag scheint einem erhaltenen Bericht zufolge der 22. Dezember gewesen zu sein. Er stammte offenbar aus einfachen Verhältnissen; laut Eutropius war er entweder der Sohn eines Schreibers oder ein Freigelassener eines Senators namens Anullinus. Letzteres gibt auch die Epitome de Caesaribus an, die zudem nennt, dass er seinen Geburtsnamen – wohl Diocletius nach Mutter oder Geburtsort – in Diocles gräzisiert habe (Graium nomen). Verheiratet war er mit Prisca.
Diokletian hatte sich in der Armee bis zum Befehlshaber der Gardeeinheit protectores domestici (der kaiserlichen Leibgarde) hochgedient, als man ihn am 20. November 284 in Nikomedia zum römischen Kaiser ausrief, nachdem Kaiser Numerian auf rätselhafte Weise den Tod gefunden hatte. Er änderte daraufhin seinen Namen in Gaius Aurelius Valerius Diocletianus. Unmittelbar im Anschluss an die Ausrufung zum imperator und die Erhebung zum princeps soll er seinen Rivalen, den Prätorianerpräfekt Aper, mit eigener Hand erschlagen haben. Im Frühling 285 traf er in der Schlacht am Margus auf das Heer des legitimen Kaisers Carinus, des älteren Bruders und Mitkaisers seines Vorgängers Numerian. Obwohl Diokletians Heer unterlag, wurde Carinus nach der Schlacht aus unklaren Gründen von seinen eigenen Leuten ermordet. Mit dessen Tod war Diokletian der unbestrittene Herrscher des Imperiums – und sah sich nun mit dessen Problemen konfrontiert.

Karte des Römischen Reichs zur Zeit der ersten Tetrarchie, ab 293 n.Chr

Das Römische Reich war im 3. Jahrhundert (vor allem in der Zeit um 260) von Krisen heimgesucht worden. Die außenpolitische Lage war, trotz der Erfolge Aurelians, noch immer bedenklich, zumal ein Herrscher alleine unmöglich an allen Brennpunkten gleichzeitig sein konnte. Die Soldaten neigten dazu, siegreiche Feldherren zu Kaisern auszurufen, was zu zahlreichen Usurpationen geführt hatte. Diokletian reagierte auf diese Probleme, indem er das Herrschaftssystem der Tetrarchie einrichtete, bei dem zwei Seniorkaiser (Augusti) und zwei Unterkaiser (Caesares) über einen jeweils eigenen Reichsteil herrschten, Gesetze jedoch im Namen des gesamten Kollegiums erlassen wurden. Auf diese Weise konnte sich immer ein Mitglied des Kaiserkollegiums in der Nähe der kämpfenden Truppen am Rhein, an der Donau und am Euphrat aufhalten, was die Gefahr einer Usurpation verminderte.
Dieses System entwickelte Diokletian schrittweise. Im Jahr 285 (wann genau ist umstritten) ernannte er seinen alten Kameraden Maximian zum Caesar, am 1. April 286 schließlich zum Augustus. Maximian sollte im Westen herrschen, während Diokletian den Osten regierte. Allerdings blieb Diokletian der Seniorpartner und Maximian an auctoritas überlegen. Diokletian nahm den Namen Iovius an (etwa gleichbedeutend mit Abkömmling des Gottes Jupiter), während Maximian sich Herculius nannte. Somit war das Kaisertum auch sakral zementiert, wobei Diokletian seine Führungsrolle betonte. Ob der weitere Ausbau zur Viererherrschaft bereits zu diesem Zeitpunkt geplant war, ist in der Forschung umstritten. Der teilweise, vor allem in der älteren Forschung, geäußerte Vorwurf, Diokletian habe das Prinzip begründet, dass der Kaiser dominus et deus (Herr und Gott) sei, ist so allerdings nicht korrekt, da die Anrede bereits früher, unter anderem bei Domitian, auftaucht. Richtig ist aber, dass Diokletian die sakrale Würde des Kaisers (Kaiserkult) stärker betonte sowie dessen absoluten Herrschaftsanspruch herausstellte.
293 wurden zwei Caesares als Unterkaiser ernannt: Constantius Chlorus für den Westen, Galerius für den Osten. Beide wurden von den Augusti adoptiert, Galerius zudem mit Diokletians Tochter Galeria Valeria verheiratet. Die Wahl war praktischer Natur: Sowohl Constantius als auch Galerius waren erfahrene Soldaten und konnten ihre Aufgabe, die Sicherung der Außengrenzen des Reiches, gut erfüllen.

### Sicherung des Reiches
Galerius ging schließlich gegen das neupersische Sassanidenreich vor, den großen Gegner Roms im Osten. Er konnte die Sassaniden – nach einem ersten Rückschlag, in dessen Anschluss der darüber verärgerte Diokletian seinen Caesar angeblich eine Wegstrecke zu Fuß zurücklegen ließ – 297 (nach Ansicht anderer erst 298) in der Schlacht bei Satala entscheidend schlagen, woraufhin Großkönig Narseh um Frieden bitten musste. Der Friede von Nisibis brachte Rom reichen Gebietszuwachs in Mesopotamien mit Nisibis sowie fünf Provinzen jenseits des Tigris ein, wobei das römische Mesopotamien mit Befestigungen gesichert wurde. Ob die Römer sich mit diesem Vertrag wirklich so bescheiden verhielten, wie viele Forscher glauben, ist aber fraglich. Für die Perser war der römische Vorstoß über den Tigris auf Dauer inakzeptabel, erst nach der Aufgabe dieser Gebiete infolge des Vertrags von 363 sollte sich die Lage wieder beruhigen (siehe allgemein Römisch-Persische Kriege).
Während Galerius gegen die Sassaniden kämpfte, konnte Diokletian eine Erhebung in Ägypten niederschlagen. Anführer dieser Rebellion waren Lucius Domitius Domitianus und ein Mann namens Achilleus. Über beide ist so gut wie nichts bekannt, aber Diokletian konnte diesen Aufstand, der vielleicht durch das neue Steueredikt entbrannt war, erst durch das Zusammenziehen starker Truppenkontingente beenden; Alexandria kapitulierte wohl im Frühjahr 298. Aufgrund der Bedrohung der Südgrenze Ägyptens durch die Blemmyer verlegte Diokletian die Grenze zum ersten Katarakt zurück; anschließend begab er sich wieder an die persische Grenze. Die besondere Bedeutung Afrikas für Diokletian zeigt sich auch darin, dass nach der Vereinheitlichung des römischen Münzsystems mit wenigen Motiven auf den Rückseiten (die Vorderseiten zeigten die Porträts der Kaiser) auch Münzen geprägt wurden, die an seinen Besuch in Karthago erinnern, auf denen eine personifizierte Karthago Früchte oder Früchtekörbe in beiden Händen hält.

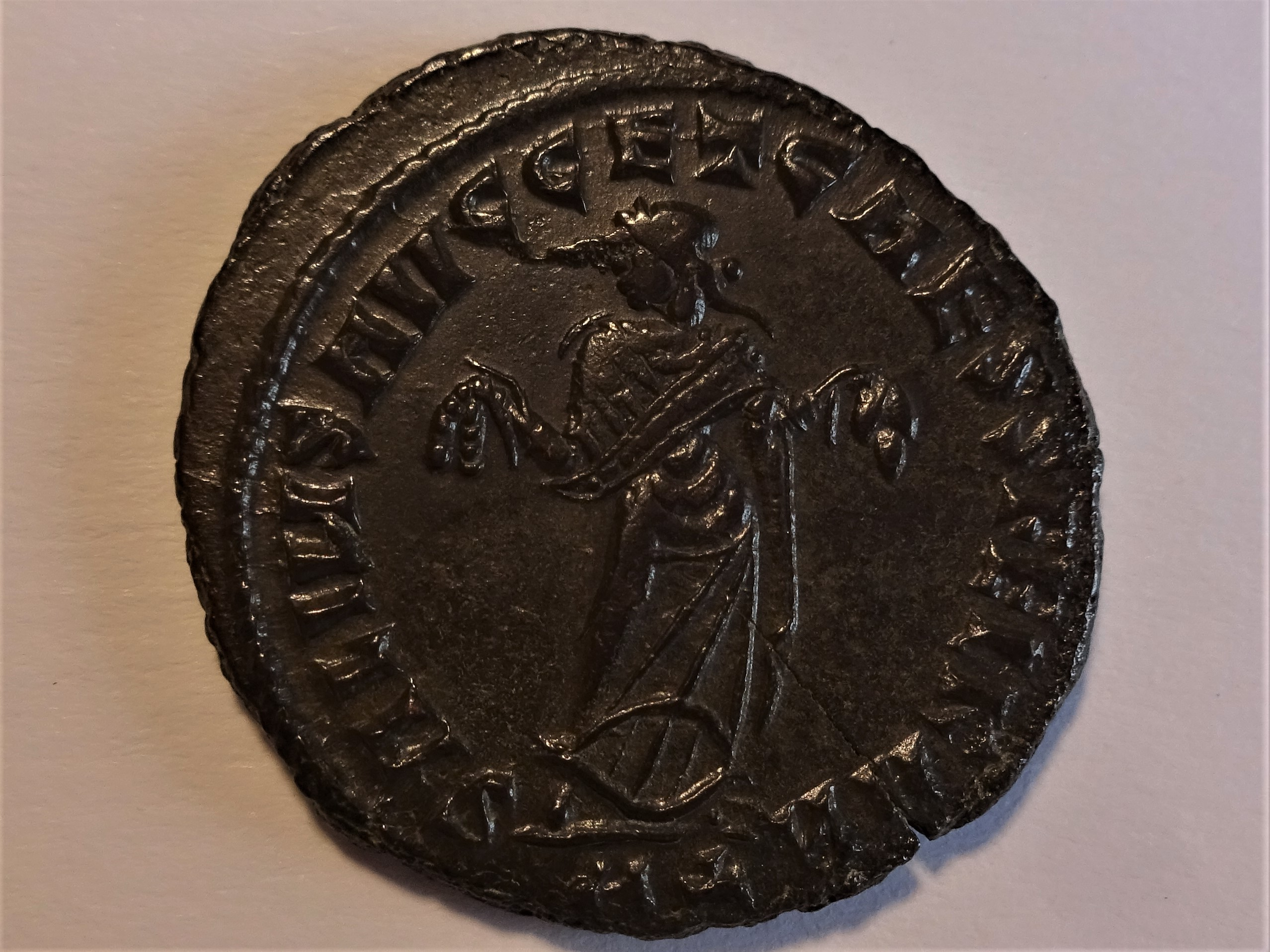
Karthago mit Früchten in den Händen auf Follis des Diocletian

Insgesamt hatte sich das System der Tetrarchie also bewährt; es war ein großer Erfolg, nachdem das Reich im vorausgehenden halben Jahrhundert im Durchschnitt alle zweieinhalb Jahre einen neuen Kaiser gesehen und ständig am Rande eines Bürgerkriegs gestanden hatte und sich der außenpolitischen Gefahren nur mit Mühe hatte erwehren können. Auch am Rhein konnten Erfolge verbucht werden, so etwa gegen die Alamannen, Franken und andere germanische Stämme, wenngleich die Quellen kaum Details überliefern. Britannien, das sich kurzzeitig vom Reich gelöst hatte (siehe Carausius), wurde 296 zurückgewonnen.

### Reichsreformen
Diokletian veranlasste weitreichende Reformen. Bei vielen davon lässt sich allerdings nicht genau bestimmen, ob sie nicht erst von seinen Nachfolgern, insbesondere Konstantin I., durchgeführt wurden. Unter anderem wurden in einer Verwaltungsreform die Provinzen verkleinert, wodurch sich deren Anzahl fast verdoppelte (siehe Liste der römischen Provinzen ab Diokletian), und das System der Diözesen (großer zusammenhängender Verwaltungseinheiten) eingeführt. Die zivile Verwaltung wurde durchgängig von der militärischen getrennt, eine Aufteilung, die für die ganze Spätantike typisch wurde. Auch das neue Steuersystem der Capitatio-Iugatio wurde eingeführt. Es kam zu einer stärkeren Bindung der Bauern an ihr Land (Schollenbindung), was aber wohl kein Grund für die Aufstände der sogenannten Bagauden war, da diese bereits zuvor (um 270) ausgebrochen waren.
Insgesamt kam es zu einem erhöhten Steuerdruck und einer Zentralisierung und Bürokratisierung der Verwaltung, die völlig untypisch für den Prinzipat gewesen war, weshalb man auch der Spätantike insgesamt das Etikett eines „Zwangsstaates“ aufprägen wollte (Dominat), was aber in dieser Schärfe nicht haltbar ist. Denn objektiv betrachtet war diese „Bürokratisierung“, verglichen mit modernen Staaten, sehr moderat und durchaus notwendig; auch die Klage in den Quellen über den zunehmenden Steuerdruck dürfte wenigstens teilweise subjektiv gefärbt sein. Vor allem sollten die Reformen eine bessere Verwaltung und fließende Steuereinnahmen garantieren, ohne die an eine Sicherung des Reiches nicht zu denken war: Da sich die äußeren Bedingungen verändert hatten, musste sich das Imperium diesen anpassen.
Auch das Heer wurde reformiert: Die Anzahl der Legionen wurde von 33 auf etwa 70 erhöht, allerdings gleichzeitig ihre Mannschaftsstärke auf maximal 2000 reduziert. Die meisten Legionen waren nur rund 1000 Mann stark. Die Grenzen wurden systematisch befestigt. Zudem baute Diokletian vielleicht den Anteil des Bewegungsheeres (Comitatenses) aus, die Bedeutung der Reiterei nahm zu und wurde auch unter Konstantin weiter vorangetrieben.
All diese Maßnahmen brachten Diokletian den Ruf ein, der große Reformator des römischen Staates gewesen zu sein, der das Reich nach der Reichskrise wieder stabilisierte. Tatsächlich war seine Verwaltungsreform bahnbrechend und schuf die Grundlage für den spätrömischen Staat. Allerdings ging es ihm dabei wohl weniger darum, etwas völlig Neues zu schaffen, als vielmehr das Alte auf eine neue Grundlage zu stellen und zu sichern.
Diokletians Reformgeist wird auch im Bereich der Gesetzgebung deutlich, die er vornehmlich auf Basis von (privatrechtlichen) Reskripten über seine Rechtskanzlei steuerte. Auf seine Veranlassung hin wurden die Konstitutionen in zwei Rechtsbüchern gesammelt, die über die Spätantike hinaus von großer Bedeutung blieben, die Kodizes Gregorianus und Hermogenianus. Beide fanden Einlass in die justinianische Gesetzgebung und flossen letztlich in den später so genannten Corpus iuris civilis. Involviert in die Arbeit waren seine Berater aus dem consistorium, das aus dem consilium der Prinzipatszeit hervorgegangen war. Mit seinen Rechtsakten hob er nicht nur überholte Rechtsinstitute und Verfahrensweisen (insbesondere den Formularprozess) auf, um sie durch zeitgemäße Gesetzes- und Gerichtsinstrumentarien zu ersetzen, sondern beendete das Nebeneinander der mittlerweile konturenschwachen Rechtsschichten neben dem ius civile, so das von den Prätoren geprägte Amtsrecht (ius honorarium) und das Fremdenrecht (ius gentium). Beide hatten sich früh zu Zeiten der Republik etabliert, waren aber vor dem Hintergrund, dass das Rechtsbehelfswesen standardisiert (Edictum perpetuum) und die römische Bürgerschaft in der Constitutio Antoniniana erweitert worden war, unnötig geworden. Auf der anderen Seite nahm Diokletian einen traditionsbewussten Standpunkt ein, denn er respektierte die hochentwickelte, insbesondere hochklassische, Rechtsliteratur sehr und ließ sie weitestgehend unberührt.

### Münzreform

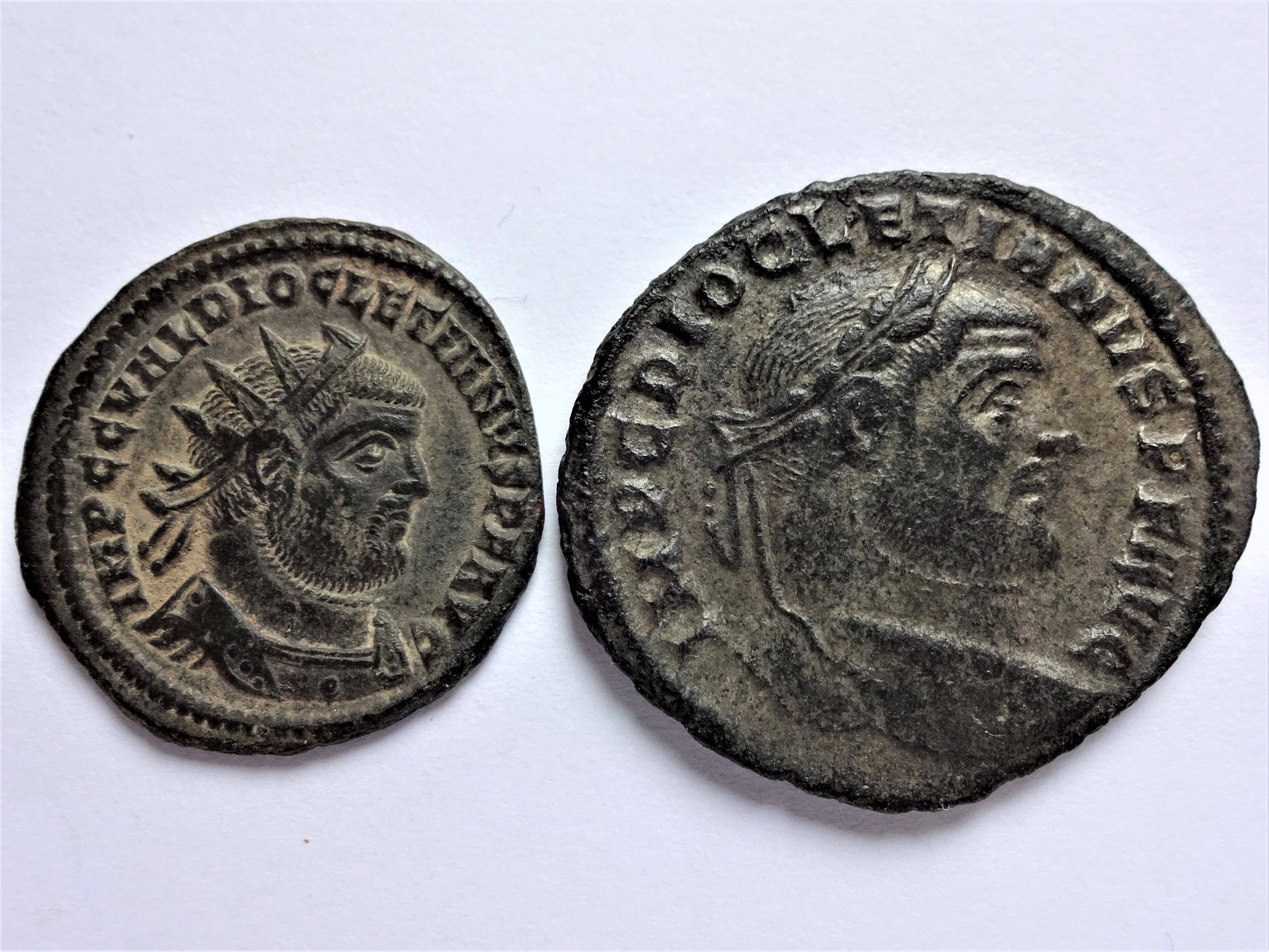
Münzen vor (links) und nach der Münzreform von 294 n. Chr.

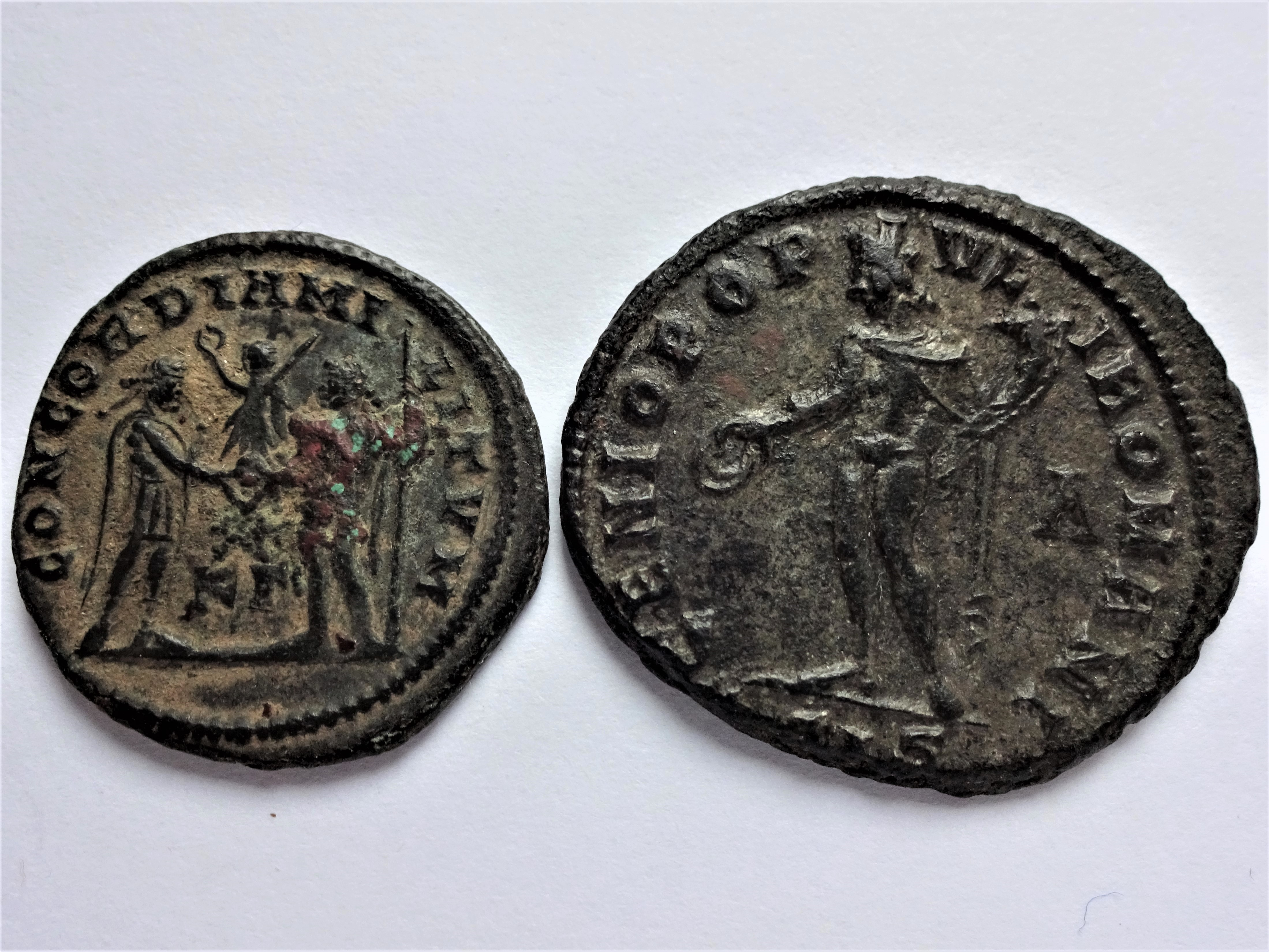
Rückseiten der Münzen, Antoninian (links) und Follis (rechts)

Zu den großen Reformen Diokletians gehören auch seine Münzreformen, vor allem die erste im Jahr 294 n. Chr. Das Währungssystem wurde für das ganze Reich vereinheitlicht. Die sogenannten Provinzialprägungen, wie die für die Provinz Ägypten (Alexandrinische Münzen), wurden aufgegeben. Zugleich wurde ein völlig neues Münzsystem eingeführt. Die Hauptmünze, die heute als Antoninian bezeichnet wird, wurde abgelöst durch eine Münze, die heute als Follis oder Nummus bezeichnet wird. Der Follis war eine deutlich größere Münze, die der bisherigen Inflation durch ständige Verminderung von Größe und Gewicht entgegenwirken sollte. Geprägt wurden auch Teilstücke des Follis. Der großen Münzreform von 294 n. Chr. folgte eine kleinere, bei der das Verhältnis des Follis zu den größeren Münznominalen, dem Argenteus und dem Aureus, neu justiert wurde. Auf den Münzen wurden nun standardisierte Beizeichen geprägt, mit denen nachprüfbar wurde, wo, wann und von wem die jeweiligen Münzen geprägt wurden, um einen einheitlichen Standard zu sichern. Die Motivvielfalt der Münzen nahm weiter ab. Während die früheren Antoniniane auf der Rückseite häufig die Concordia zeigte, von der Diokletian einen Globus empfängt, zeigen die neuen Folles ganz überwiegend den römischen Genius mit einer Opferschale und einem Füllhorn in den Händen.

### Preisedikt
Der Inflation stellte Diokletian sein Höchstpreisedikt entgegen. Das Ende 301 erlassene Edikt, in dem Höchstpreise für Waren und für Arbeitsleistungen festgelegt wurden, ist inschriftlich erhalten. Darin wurden einheitliche Preise für landwirtschaftliche Produkte, Handwerkserzeugnisse und Dienstleistungen für das ganze Imperium bestimmt. Bei Übertretung dieser Preis- und Lohnvorschriften drohte die Todesstrafe. Die niedrigsten Tagelöhne wurden für Hirten und Landarbeiter festgesetzt.
Unter Forschern wird kontrovers diskutiert, ob das Edikt sein Ziel erreichte oder eine Niederlage für Diokletian darstellte: Da die Preise für Handwerkserzeugnisse sehr hoch lagen, litt besonders die ärmere Bevölkerung unter dem Edikt. Da weder die unterschiedlichen wirtschaftlichen Verhältnisse in den einzelnen Provinzen noch die Transportwege berücksichtigt waren, verlor das Edikt bald an Bedeutung, und eine größere Wirkung blieb insgesamt aus. Formell wurde es niemals außer Kraft gesetzt.
Einige Forscher vermuten dagegen, dass das Edikt von vornherein nur einem begrenzten Ziel dienen sollte, etwa einer Stabilisierung der Marktpreise durch Verhinderung zügelloser Preisanstiege. Dies wird durch die Tatsache untermauert, dass die festgelegten Maximalpreise teilweise über den damals aktuellen Marktpreisen lagen. Im Zusammenhang mit den Münzreformen von 293 und 301 kann es also auch als erfolgreich angesehen werden.
Heute stellt „die mit Abstand wichtigste Inschrift der Spätantike“ eine wichtige Quelle für die Wirtschaftsgeschichte dar.

### Letzte Jahre

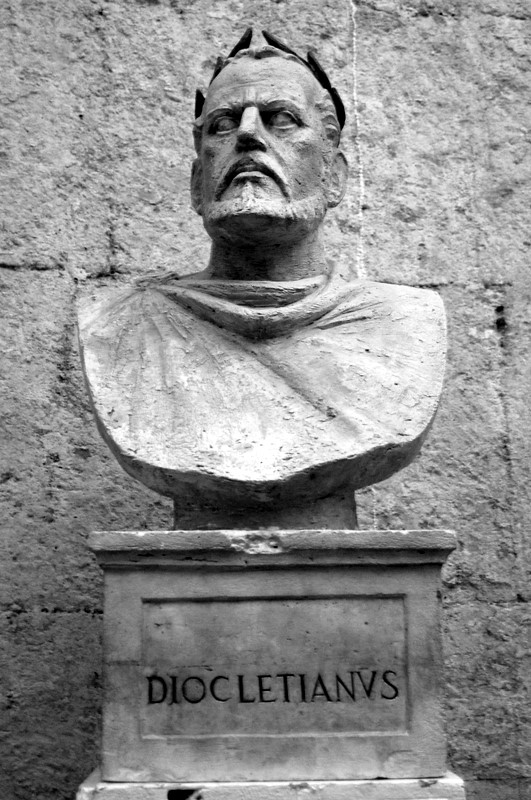
Neuzeitliche Büste des Diokletian in den Kellergewölben im Diokletianspalast Split

Am 23. Februar 303 leitete Diokletian in der neuen Reichshauptstadt Nikomedia in Kleinasien die letzte und brutalste Welle der römischen Christenverfolgung durch die Verkündung eines Verfolgungsediktes ein. Die Christenverfolgung war wohl vor allem der politischen Theologie der Tetrarchie und dem in ihr wiederauflebenden Kaiserkult geschuldet: Nach traditioneller römischer Ansicht waren Staat und Religion nicht zu trennen. Ein Ausschließlichkeitsanspruch wie im Christentum wurde demnach nicht akzeptiert.
Die Verfolgung, die von den einzelnen Kaisern unterschiedlich intensiv betrieben wurde (im Westen weniger hart als im Osten), währte bis 311 und endete mit der Anerkennung des Christentums, als sich zeigte, dass sich dieses nicht ausschalten ließ. Ebenso wurde der Manichäismus von Diokletian energisch bekämpft. Da er die göttlich abgeleitete Deutungshoheit allein beim Kaiser sah, wollte er weltanschauliche Erklärungsversuche auch nicht den Manichäern überlassen und ging gesetzlich gegen sie vor. Sein Manichäeredikt drohte den Anhängern bei Verbreitung der Lehre den Tod an und die anschließende Konfiszierung ihres Vermögens. Das Reskript fand nacheinander Einlass in den Codex Gregorianus und nebst Proömium in die Mosaicarum et Romanarum legum collatio, weshalb es noch heute präzise Auskunft gibt.
Bald nach Diokletians Rückzug ins Privatleben am 1. Mai des Jahres 305 – er war der einzige römische Kaiser, der freiwillig aus dem Amt schied – stellte sich heraus, dass das System der Tetrarchie vor allem von seiner Autorität zusammengehalten worden war. Schon 306, nach dem Tod von Constantius, zeigten sich erste Probleme. Im Jahre 308 musste Diokletian dann noch einmal in die Politik eingreifen: In Carnuntum fand unter seinem Vorsitz ein Kaiserkongress zwischen den Augusti Maximian und Galerius statt, um die ausgebrochenen Streitigkeiten zu beenden, doch ohne dauerhaften Erfolg. Die Nachfolger führten in den folgenden Jahren mehrere Bürgerkriege, bis sich 324 mit Constantius’ Sohn Konstantin wieder ein einziger Oberkaiser (Augustus) durchsetzen konnte. Allerdings hielt auch Konstantin grundsätzlich am Prinzip des Mehrkaisertums fest, indem er seine Söhne zu Caesares erhob. Bis zum Untergang des Weströmischen Reiches 476/80 sollte es fast immer mehr als einen Kaiser im Imperium Romanum geben. Das diokletianische System der Tetrarchie allerdings wurde dabei nicht wieder erneuert.
Dass man 308 seine Hilfe suchte, verdeutlicht, dass Diokletian auch nach 305 höchstes Ansehen (auctoritas) genoss. Augenscheinlich beanspruchte er auch weiterhin die Insignien eines Kaisers. Er verbrachte die letzten Jahre seines Lebens in einem riesigen Palast, den er in der Nähe seines Geburtsortes Aspalathos (heute Split/Spalato) in Dalmatien, einer Region im heutigen Kroatien, bauen ließ. Er starb wohl 312 oder bald danach – in den Quellen werden 312, 313 und 316 genannt –, überlebte somit seine drei früheren Mitkaiser Constantius († 306), Maximian († 310) und Galerius († 311). Dass sein Todesjahr nicht eindeutig überliefert ist sowie der Umstand, dass Diokletian seine Tochter Galeria Valeria und seinen Enkel nicht vor Verfolgung durch seine Nachfolger schützen konnte, gilt manchen Historikern als Beleg für dessen Einflusslosigkeit am Ende seines Lebens.